# Île Guennoc
Île Guennoc, auch Gaignoc oder Guénioc genannt, ist eine kleine unbewohnte Insel der französischen Gemeinde Landéda (Département Finistère) in der Bretagne. Die Insel an der Côte des Abers ist rund 550 m lang und bis zu 300 m breit.

## Frühgeschichte

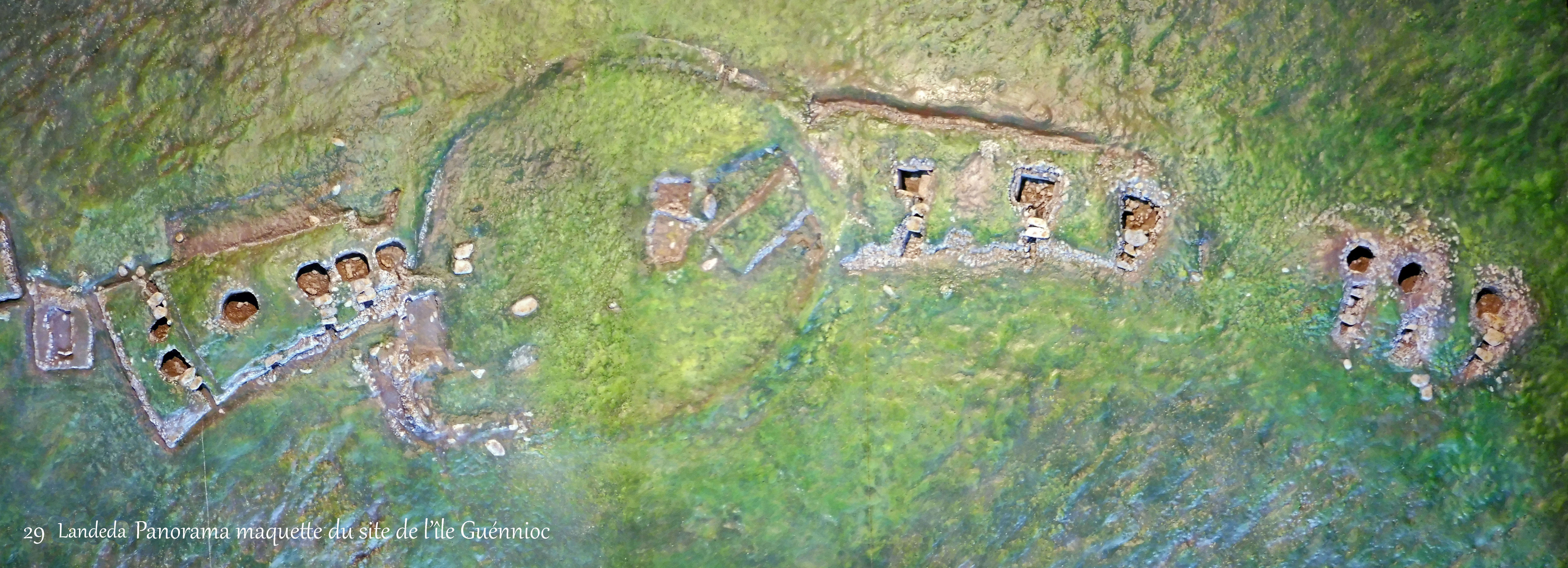
Luftbild der Cairns

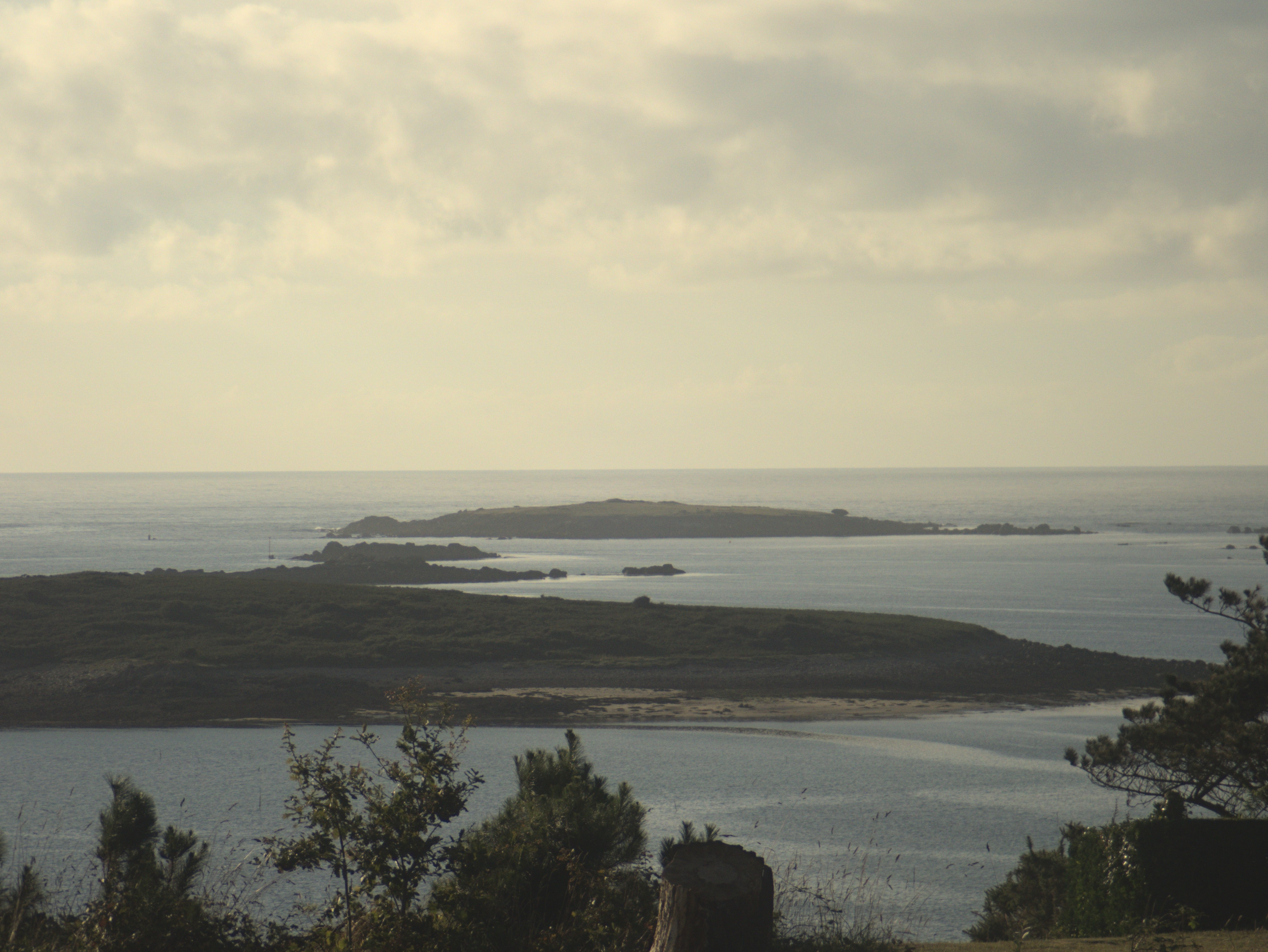
Garo und Guennoc

Die Megalithanlagen auf der Île Guennoc entstanden teilweise zeitnah zum Cairn von Barnenez und der Anlage auf der Île Carn (etwa 4200 v. Chr.) und gehören zu den ältesten der Welt.

Die Insel ist wegen der vielen bemerkenswert erhaltenen archäologischen Überreste von Interesse und seit 1964 als Monument historique ausgewiesen. Sie war Gegenstand mehrerer Grabungskampagnen unter der Leitung von P.-R. Giot.
Zur Zeit der Errichtung der Cairns lag der Meeresspiegel 4–5 m niedriger und die Stätte noch mit dem Kontinent verbunden. Der vorgelagerte Küstenstrich wurde vom Meer überflutet und das kleine Eiland auf dem Riff von Aber Vracht ist schwierig zu erreichen. Mit einem Kahn setzt man von der Austernbucht Prat-ar-Coum über. Unweit der Île Guennoc kann man bei Niedrigwasser auf dem Inselchen Roc’h-Avel einen vom Meer angenagten Gangdolmen aus Trockenmauerwerk sehen. Das heute bei Hochwasser ähnlich wie die Allée couverte von Kernic und die Allée couverte im Estuaire de la Quillimadec überflutete Denkmal, lag zur Zeit der Errichtung deutlich über dem Meeresspiegel.
Die Dolmen von Guennoc verteilen sich in unterschiedlich große Gruppen auf vier erhaltene Cairns, die auf dem Grat der Insel liegen. Es sind vor allem offene Tholoi und seltener Steinplattengräber. Ein trapezoider Cairn mit vier parallelen Tholoi und langen tangential anschließenden Gängen, wurde an seiner Breitseite erweitert. Der neue Abschnitt beherbergt zwei entgegengesetzt ausgerichtete Tholoi, somit ist eines anders orientiert als alle übrigen. Die runden Kammern erreichen oft nur noch auf ihre halbe Höhe. Am Eingang einiger findet man schematische Silhouetten auf Schieferplatten. Sie stellen die Göttin dar. Manche Steinplatten zeigen verwaschene Gravuren (U-Zeichen). Im Tholos 3 findet sich nahe dem Zugang ein anthropomorpher Menhir.
Die Dolmen waren mit reichen Grabbeigaben bestehend aus Tonwaren und Feuerstein ausgestattet. Von den Ruinen ihres Überbaus befreit, lassen die komplexen, trapezförmigen Cairns monumentale Fassaden erkennen. Vor diesen Fassaden lagen kleine Plätze, auf denen Rituale begangen wurden. Auf dem Vorplatz fand man an einer Stelle eine beachtliche Menge von Topfscherben.
Einige Dolmen wurden noch in gallischer Zeit benutzt (Tongeschirr). Neben drei neolithischen Cairns liegt hier auch eine mittelalterliche Einsiedelei.

## Neuere Geschichte
Später wurde die Insel zur Schaffarm. Im Zweiten Weltkrieg diente sie als Rückführungsbasis für britische Flieger. Heute wird die Insel nur noch von Möwen und kleinen, tangfressenden Kaninchen bewohnt.